# Frank Baumann
Frank Baumann (Würzburg, 29 oktober 1975) is een Duits voormalig voetballer. Hij speelde als verdedigend middenvelder en als verdediger. Hij was aanvoerder van Werder Bremen en 28-voudig Duits international. Momenteel is Frank Baumann Algemeen directeur van Werder Bremen.

## Carrière als voetballer
Hij begon met voetballen in 1994 bij 1. FC Nürnberg daar groeide hij uit tot een verdedigend middenvelder en daar voetbalde hij zes jaar. In 1999 kreeg hij een transfer naar Werder Bremen. Daar werd hij aanvoerder en in datzelfde jaar werd hij geselecteerd voor het Duits voetbalelftal. Baumann speelde op 6 mei 2000 mee in de finale van de strijd om de DFB-Pokal, waarin Werder Bremen met 3-0 verloor van FC Bayern München door treffers van Giovane Élber, Paulo Sérgio en Mehmet Scholl.
| seizoen     | club           | land               | competitie    | wed. | goals |
| ----------- | -------------- | ------------------ | ------------- | ---- | ----- |
| 1994/95     | 1. FC Nürnberg | Vlag van Duitsland | 2. Bundesliga | 5    | 0     |
| 1995/96     | 1. FC Nürnberg | Vlag van Duitsland | 2. Bundesliga | 31   | 5     |
| 1996/97     | 1. FC Nürnberg | Vlag van Duitsland | 2. Bundesliga | 32   | 5     |
| 1997/98     | 1. FC Nürnberg | Vlag van Duitsland | 2. Bundesliga | 32   | 0     |
| 1998/99     | 1. FC Nürnberg | Vlag van Duitsland | Bundesliga    | 30   | 1     |
| 1999/00     | 1. FC Nürnberg | Vlag van Duitsland | Bundesliga    | 32   | 5     |
| 2000/01     | Werder Bremen  | Vlag van Duitsland | Bundesliga    | 30   | 2     |
| 2001/02     | Werder Bremen  | Vlag van Duitsland | Bundesliga    | 34   | 1     |
| 2002/03     | Werder Bremen  | Vlag van Duitsland | Bundesliga    | 24   | 0     |
| 2003/04     | Werder Bremen  | Vlag van Duitsland | Bundesliga    | 32   | 2     |
| 2004/05     | Werder Bremen  | Vlag van Duitsland | Bundesliga    | 22   | 1     |
| 2005/06     | Werder Bremen  | Vlag van Duitsland | Bundesliga    | 19   | 2     |
| 2006/07     | Werder Bremen  | Vlag van Duitsland | Bundesliga    | 17   | 0     |
| 2007/08     | Werder Bremen  | Vlag van Duitsland | Bundesliga    | 23   | 1     |
| 2008/09     | Werder Bremen  | Vlag van Duitsland | Bundesliga    | 27   | 1     |
| Bijgewerkt: | 01-06-2009     |                    | Totaal        | 446  | 28    |

## Carrière als functionaris
Begin 2010 werd Frank Baumann assistent van Klaus Allofs, de toenmalige Algemeen directeur van Werder Bremen. Twee jaar later werd hij de zogenaamde Direktor Profifußball und Scouting. Deze positie is speciaal voor Baumann gecreëerd. In deze functie werkte hij voor Thomas Eichin, die eerder Allofs (die naar VfL Wolfsburg verhuisde) verving. Frank Baumann nam drie jaar later ontslag. En jaar later werd hij de nieuwe Algemeen directeur.